# Dipartimento di Guaymallén
Guaymallén è un dipartimento argentino, situato nella parte centro-settentrionale della provincia di Mendoza, con capoluogo Villa Nueva.

## Geografia fisica
Il dipartimento fu istituito il 14 maggio 1858; esso confina con i seguenti dipartimenti: Lavalle, Maipú, Luján de Cuyo, Capital, Godoy Cruz e Las Heras.

## Società

### Evoluzione demografica
Secondo il censimento del 2001, su un territorio di 164 km², la popolazione ammontava a 251 339 abitanti, con un aumento demografico del 13,26% rispetto al censimento del 1991.
Abitanti censiti

## Amministrazione
Il dipartimento, come tutti i dipartimenti della provincia, è composto da un unico comune, suddiviso in 20 distretti (distritos in spagnolo), che corrispondono agli agglomerati urbani disseminati sul territorio:
- Belgrano
- El Bermejo
- Buena Nueva
- Capilla del Rosario
- Colonia Segovia
- Dorrego
- El Sauce (Mendoza)
- Jesús Nazareno
- Kilómetro 8
- Kilómetro 11
- La Primavera
- Las Cañas
- Los Corralitos
- Nueva Ciudad
- Pedro Molina
- Puente de Hierro
- Rodeo de la Cruz
- San Francisco del Monte
- San José
- Villa Nueva, sede municipale